# Médecins aux pieds nus (ONG)
Ne doit pas être confondu avec Médecins aux pieds nus.
Médecins aux pieds nus (MAPN) est le nom d'une fédération humanitaire apolitique créée en France en 1987 par l'ancien docteur Jean-Pierre Willem qui s'investit dans des projets de développement durable dans plusieurs pays aux conditions sanitaires compliquées. Le nom de la fédération reprend celui des médecins aux pieds nus, d'anciens soigneurs en Chine durant la Révolution culturelle. Pour Jean-Pierre Willem, l’aide humanitaire doit fournir un accès aux soins de santé en utilisant les connaissances traditionnelles locales.
L'association regroupe des structures légères constituées de volontaires réalisant des jardins médicinaux ; ils ont reçu une formation de phyto-aromathérapie, qui les rend aptes à faire des préparations galéniques (sirops et huiles essentielles). Jean-Pierre Willem a choisi l'appellation Médecins aux pieds nus en référence, d'une part, aux praticiens de santé chinois et, d'autre part, pour la symbolique du dénuement.
Selon lui « les Médecins aux pieds nus soutiennent les populations des pays émergents dans leur volonté de parvenir à un développement durable, respectueux de l'environnement, s'appuyant sur les moyens humains communautaires et les ressources locales. » Il précise que « les médecins humanitaires MAPN collaborent aussi avec les guérisseurs locaux. »
Son créateur Jean-Pierre Willem, radié de l'Ordre des médecins en 1987, met en avant des pratiques pseudo-thérapeutiques et prétend guérir les malades du SIDA. Dans ce contexte, l'association médecins aux pieds nus est soupçonnée de mettre en pratique ces théories sur des enfants atteints du VIH au Togo ou au Burundi. Ce qui lui vaut d'être considérée comme une association aux dérives sectaires.